# Faculdade de Medicina Veterinária e Zootecnia da Universidade de São Paulo
A Faculdade de Medicina Veterinária e Zootecnia da Universidade de São Paulo (FMVZ-USP) é uma instituição pública de ensino superior localizada em São Paulo.

## Histórico
As origens da Faculdade de Medicina Veterinária encontram-se no ano de 1919, quando foi criado o Instituto de Veterinária (Lei Estadual nº 1695, de 18 de dezembro de 1919), que fazia parte da Secretaria da Agricultura do Estado de São Paulo; ministra-se curso em três séries, de um ano escolar cada uma. O referido Instituto transformou-se em Escola de Medicina Veterinária (Lei Estadual nº 2354, de 1928), cujo curso passou a ter duração de quatro anos, ficando subordinada à Diretoria de Instituto de Indústria Animal da Secretaria da Agricultura.
Em 1934, a Escola de Medicina Veterinária foi transferida para a Secretaria de Educação, retornando novamente à Secretaria da Agricultura ( Decreto Estadual nº 6809 de 5 de novembro de 1934). Posteriormente, o Governador Armando de Salles Oliveira resolveu extinguí-la (Decreto Estadual nº 8806 de 13 de novembro de 1934), para, como Faculdade, incorporá-la à Universidade de São Paulo. Finalmente foi criada a Faculdade de Medicina Veterinária (Decreto Estadual nº 6874 ,de 19 de dezembro de 1934 - modificado pelo de nº 7016, de 15 de março de 1935), passando a integrar a Universidade de São Paulo.
O primeiro Regulamento da Faculdade foi aprovado pelo Decreto Estadual de nº 7204 de 11 de junho de 1935, sendo seu primeiro Diretor o Senhor Professor Doutor Altino Augusto de Azevedo Antunes. Graduou a primeira turma de Médicos Veterinários em 1938, tendo, até a presente data, formado 59 turmas, totalizando 2.696 profissionais.
Em novembro de 1997 , o curso de graduação em Medicina Veterinára desta Faculdade foi avaliado pelo Ministério de Educação e Cultura através dos "Exames Nacionais de Cursos". A Faculdade de Medicina Veterinária e Zootecnia da USP recebeu, nesta avaliação o nível "A" sendo, portanto, uma das 5 (cinco) possuidoras deste conceito no país.
Além disso, desde 1996, o curso de graduação recebe 5 estrelas pelo Guia do Estudante Abril.
Em 06/12/2017 recebe o Selo de Acreditação do CFMV com vigência até 05/12/2022.
Em 2019 completa 100 anos do oferecimento de seu curso de graduação considerando o inicio das atividades do Instituto de Veterinária

## Objetivos
A Faculdade de Medicina Veterinária e Zootecnia da Universidade de São Paulo tem por finalidade:
- Formar e aperfeiçoar profissionais nos diversos ramos da Medicina Veterinária, através de cursos de graduação e de pós-graduação.
- Realizar pesquisas científicas e tecnológicas de interesse para o desenvolvimento do país, na área de conhecimento da Medicina Veterinária.
- Prestar colaboração científica a órgãos do serviço público, a empresas privadas e a centros científicos do país e do exterior.

## Estrutura
A Faculdade atua em dois campi: um na cidade de São Paulo, localizada dentro da Cidade Universitária, e outro em Pirassununga. No campus de São Paulo é composto pelos departamentos de Cirurgia; Clínica Médica; Patologia e Reprodução Animal, além do Hospital Veterinário (que é aberto ao público externo da Universidade). Já no campus de Pirassununga atuam os departamentos de Nutrição e Produção Animal; Medicina Veterinária Preventiva e Saúde Animal, junto com o  Centro de Biotecnologia de Reprodução Animal e o Centro Experimental em Pesquisas Toxicológicas.
Além da significativa produção científica, a Faculdade também publica o Brazilian Journal of Veterinary Research and Animal Science. A biblioteca da FMVZ, Virginie Buff D'Ápice, é um importante centro de consultas, contendo mais de 130 mil obras em seu acervo.
A Faculdade também dá grande valor as atividades culturais e de extensão universitária. No campus de São Paulo há o Museu de Anatomia Veterinária (com um importante acervo que envolve várias espécies de animais) e o Museu Histórico da Faculdade. Também há a promoção de cursos práticos profissionalizantes e de difusão. E não podemos deixar de lembrar das Feiras, tais como a Feira Internacional de Caprinos e Ovinos; a Feira Internacional de Gado de Corte e a Feira Internacional da Cadeia do Leite.